# Hrabia Balfour

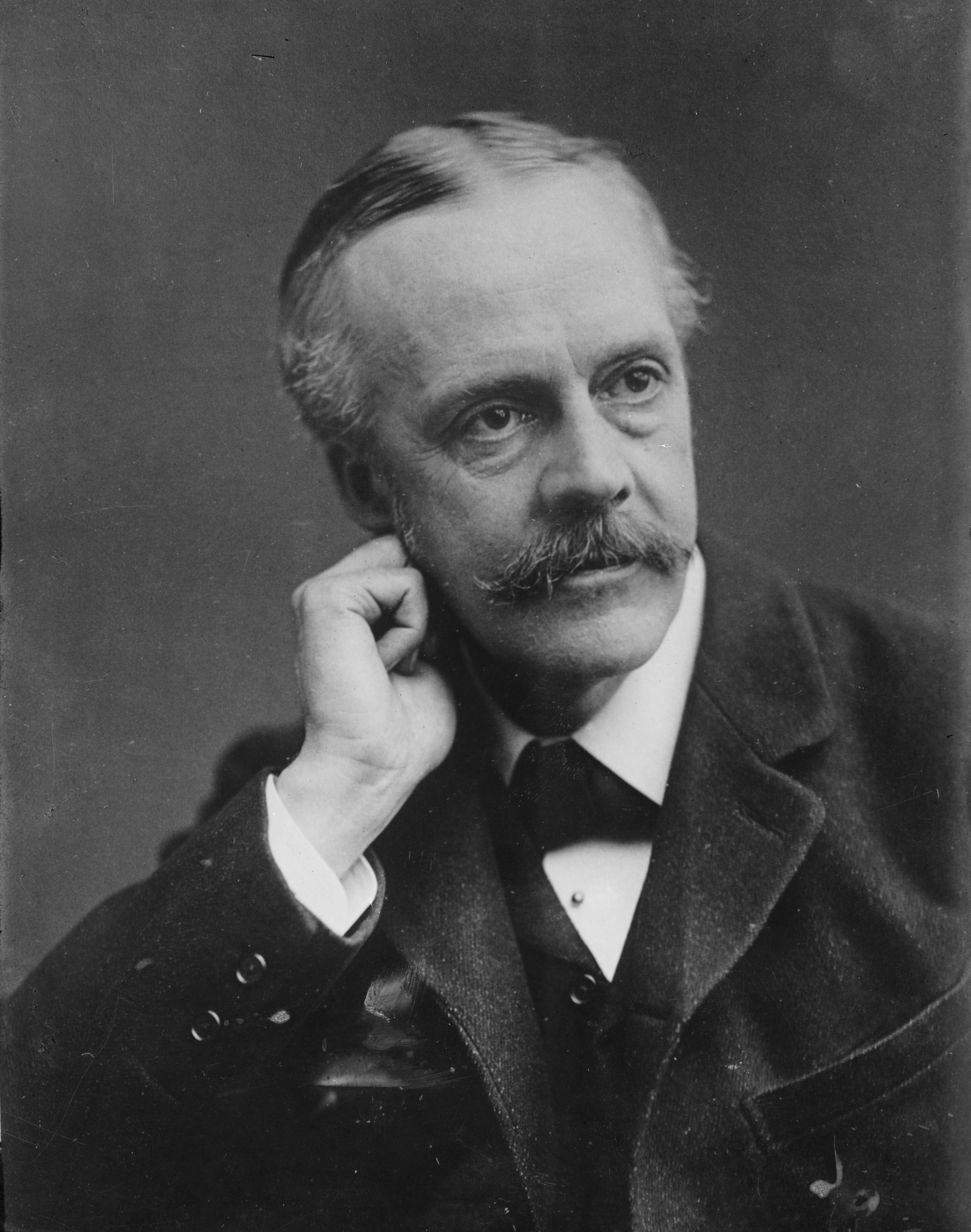
Arthur James Balfour 1. hrabia Balfour.(1922−1930)

Hrabiowie Balfour 1. kreacji (parostwo Zjednoczonego Królestwa)
- 1922–1930: Arthur James Balfour, 1. hrabia Balfour
- 1930–1945: Gerald William Balfour, 2. hrabia Balfour
- 1945–1968: Robert Arthur Lytton Balfour, 3. hrabia Balfour
- 1968–2003: Gerald Arthur James Balfour, 4. hrabia Balfour
- 2003 -: Roderick Francis Arthur Balfour, 5. hrabia Balfour

Dziedzic tytułu hrabiego Balfour: Charles George Yule Balfour, młodszy brat 5. hrabiego